# Memoriał Alfreda Smoczyka 1997

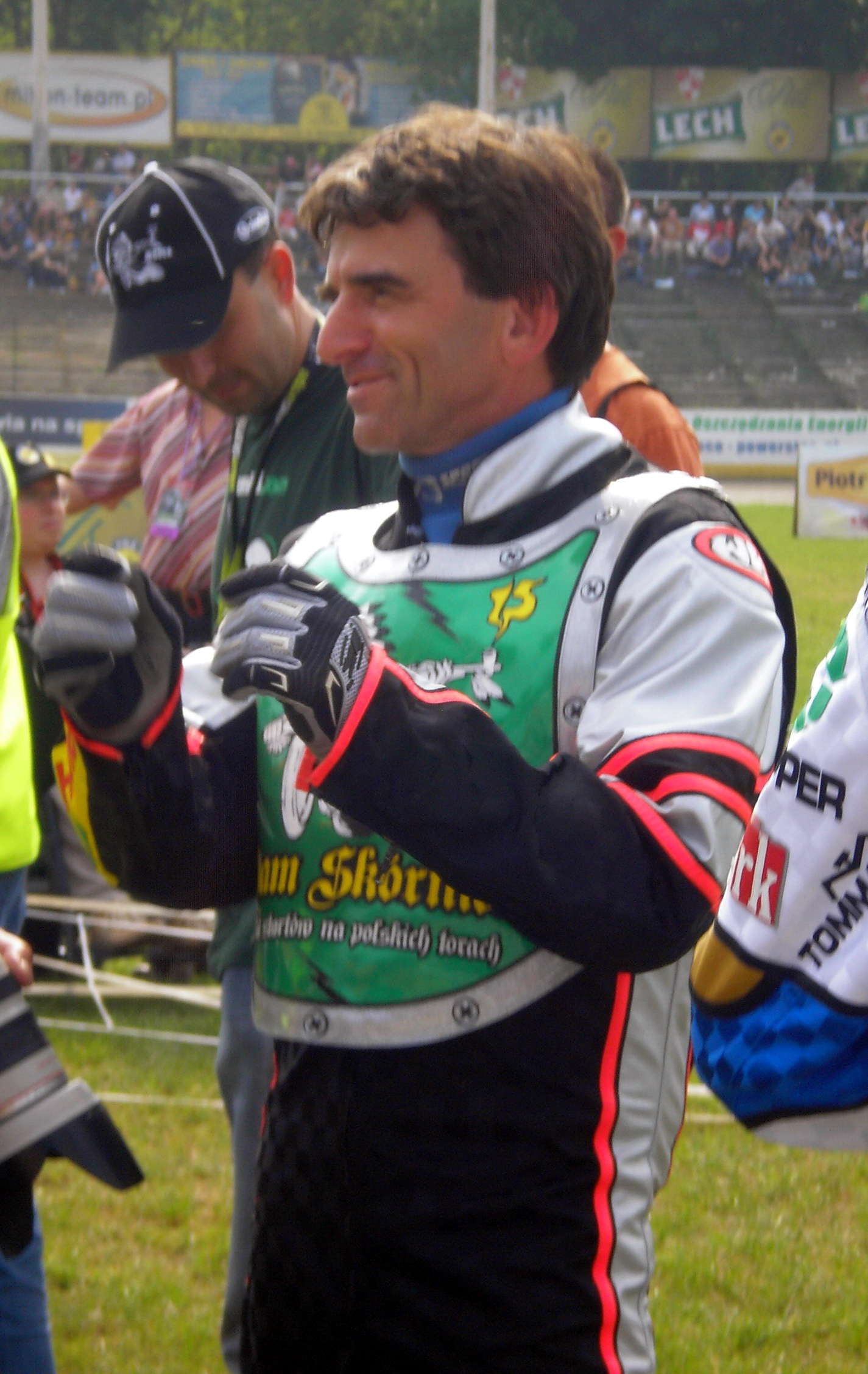
Roman Jankowski

XLVII Memoriał Alfreda Smoczyka odbył się 5 października 1997 r. Wygrał Roman Jankowski.

## Wyniki
- 5 października 1997 r. (niedziela), Stadion im. Alfreda Smoczyka (Leszno)
- Najlepszy Czas Dnia: Rafał Dobrucki – w 5 wyścigu - 61,5 sek.

| Msc. | Zawodnik                | Klub                | Pkt  |             |  |
| ---- | ----------------------- | ------------------- | ---- | ----------- |  |
| 1    | (1) Roman Jankowski     | Unia Leszno         | 13   | (3,2,2,3,3) |  |
| 2    | (9) Rafał Dobrucki      | Polonia Piła        | 12   | (3,3,3,d,3) |  |
| 3    | (15) Damian Baliński    | Unia Leszno         | 11+3 | (3,3,3,2,t) |  |
| 4    | (7) Adam Skórnicki      | Unia Leszno         | 11+2 | (3,2,3,1,2) |  |
| 5    | (6) Sean Wilson         | OTŻ Opole           | 11+1 | (1,2,3,3,2) |  |
| 6    | (14) Brian Karger       | ZKŻ Zielona Góra    | 10   | (2,3,1,2,2) |  |
| 7    | (11) Nicki Pedersen     | bez klubu polskiego | 9    | (1,1,1,3,3) |  |
| 8    | (2) Andrzej Huszcza     | ZKŻ Zielona Góra    | 8    | (2,1,2,2,1) |  |
| 9    | (10) Robert Mikołajczak | Unia Leszno         | 7    | (2,0,d,3,2) |  |
| 10   | (8) Maciej Jąder        | Unia Leszno         | 6    | (0,3,2,0,1) |  |
| 11   | (3) Dariusz Śledź       | WTS Wrocław         | 6    | (1,0,0,2,3) |  |
| 12   | (13) Mirosław Kowalik   | Apator Toruń        | 6    | (1,1,2,1,1) |  |
| 13   | (4) Jacek Rempała       | Unia Tarnów         | 5    | (0,2,1,1,1) |  |
| 14   | (5) Robert Sawina       | Start Gniezno       | 2    | (2,0,0,d,-) |  |
| 15   | (16) Andriej Korolew    | Unia Leszno         | 2    | (u,1,d,1,d) |  |
| 16   | (12) Zenon Kasprzak     | Kolejarz Rawicz     | 1    | (0,d,1,0,0) |  |
|      | rez. Dariusz Łowicki    | Unia Leszno         | 0    | (d)         |  |
|      | rez. Tomasz Łukaszewicz | Unia Leszno         | 0    | (0)         |  |

Bieg po biegu
1. (62,5) Jankowski, Huszcza, Śledź, Rempała
2. (61,5) Skórnicki, Sawina, Wilson, Jąder
3. (62,8) Dobrucki, Mikołajczak, Pedersen, Kasprzak
4. (62,0) Baliński, Karger, Kowalik, Korolew (u/3)
5. (61,2) Dobrucki, Jankowski, Kowalik, Sawina
6. (62,9) Karger, Wilson, Huszcza, Mikołajczak
7. (61,9) Baliński, Skórnicki, Pedersen, Śledź
8. (62,3) Jąder, Rempała, Korolew, Kasprzak (d/2)
9. (62,6) Wilson, Jankowski, Pedersen, Korolew (d/4)
10. (62,7) Baliński, Huszcza, Kasprzak, Sawina
11. (62,9) Dobrucki, Jąder, Karger, Śledź
12. (63,2) Skórnicki, Kowalik, Rempała, Mikołajczak (d/4)
13. (62,4) Jankowski, Karger, Skórnicki, Kasprzak
14. (63,1) Pedersen, Huszcza, Kowalik, Jąder
15. (63,3) Mikołajczak, Śledź, Korolew, Sawina (d/4)
16. (63,2) Wilson, Baliński, Rempała, Dobrucki (d/st)
17. (63,6) Jankowski, Mikołajczak, Jąder, Łowicki (d/3), Baliński (t) / Łowicki za Balińskiego
18. (62,8) Dobrucki, Skórnicki, Huszcza, Korolew (d/4)
19. (63,6) Śledź, Wilson, Kowalik, Kasprzak
20. (64,1) Pedersen, Karger, Rempała, Łukaszewicz / Łukaszewicz za Sawinę
21. Bieg dodatkowy o trzecie miejsce (63,5) Baliński, Skórnicki, Wilson (d/st)